# No.X
A No.X Kim Dzsedzsung (Kim Jae-jung) dél-koreai énekes második nagylemeze, mely 2016. február 12-én jelent meg. 85 000 példányban fogyott el, amivel 2016 első félévének 9. legsikeresebb lemeze lett Dél-Koreában. A Love You More című dalhoz február 11-én jelentettek meg videóklipet.

## Számlista
| 1.    | Good Morning Night | Kim Dzsedzsung (Kim Jae-jung)       | Kim Thevan (김태완, Kim Tae-wan), I Ovon (이오원, Lee O-won)    | 3:33 |
| 2.    | Szorap (서랍 , Seorap) (Drawer) | Kim I-na (김이나)                   | David Mercy, Palle Hammerlund, Amir Badr, Zachary Moon          | 3:34 |
| 3.    | Love You More | Kim Thevan (김태완, Kim Tae-wan)    | Kim Thevan (김태완, Kim Tae-wan), Ye-Yo!                        | 3:14 |
| 4.    | Love You To Death | Kim Dzsedzsung (Kim Jae-jung)       | Niclas Lundin, Anton Hård af Segerstad                          | 3:21 |
| 5.    | Good Luck | Kim Dzsedzsung (Kim Jae-jung)       | Kim Dzsedzsung (Kim Jae-jung), Kvon Bingi (권빈기, Kwon Bin-gi) | 3:11 |
| 6.    | Vonmanghejo (원망해요, Wonmanghaeyo) (Blame) | Kim Dzsedzsung (Kim Jae-jung)       | Kim Dzsedzsung (Kim Jae-jung), Pak Il (박 일, Park Il)          | 3:56 |
| 7.    | Welcome To My Wild World | Hö Dzsangnim (회장님, Hoi Jang-nim) | Damon Sharp, Jason Mater                                        | 3:21 |
| 8.    | Breathing | Kim Dzsedzsung (Kim Jae-jung)       | Edward K                                                        | 3:24 |
| 9.    | All That Glitters | Kim Dzsedzsung (Kim Jae-jung)       | Karen Ann Poole, Fraser T. Smith                                | 3:45 |
| 10.   | Tasi mannadzsiman, tasi mannagetcsiman ( 다시 만나지만 다시 만나겠지만, Dasi mannajiman, dasi mannagetjiman) (Meeting Again, We Will Meet Again) | Kim Dzsedzsung (Kim Jae-jung)       | Szonghjon Pek Muhjon (성현 백무현, Seonghyeon Baek Mu-hyeon)    | 3:39 |
| 11.   | Kugo ara? (그거 알아?, Geugeo ara?) (You Know What?)                                                                                             | Kim Dzsedzsung (Kim Jae-jung)       | Daniel Davidsen, Peter Wallevik, Patrick Devine                 | 3:31 |
| 12.   | Run Away | Kim Dzsedzsung (Kim Jae-jung)       | Neil Athale, Eden Ley                                           | 2:52 |
| 41:21 | |                                     |                                                                 |      |